# Salvatore Cuffaro

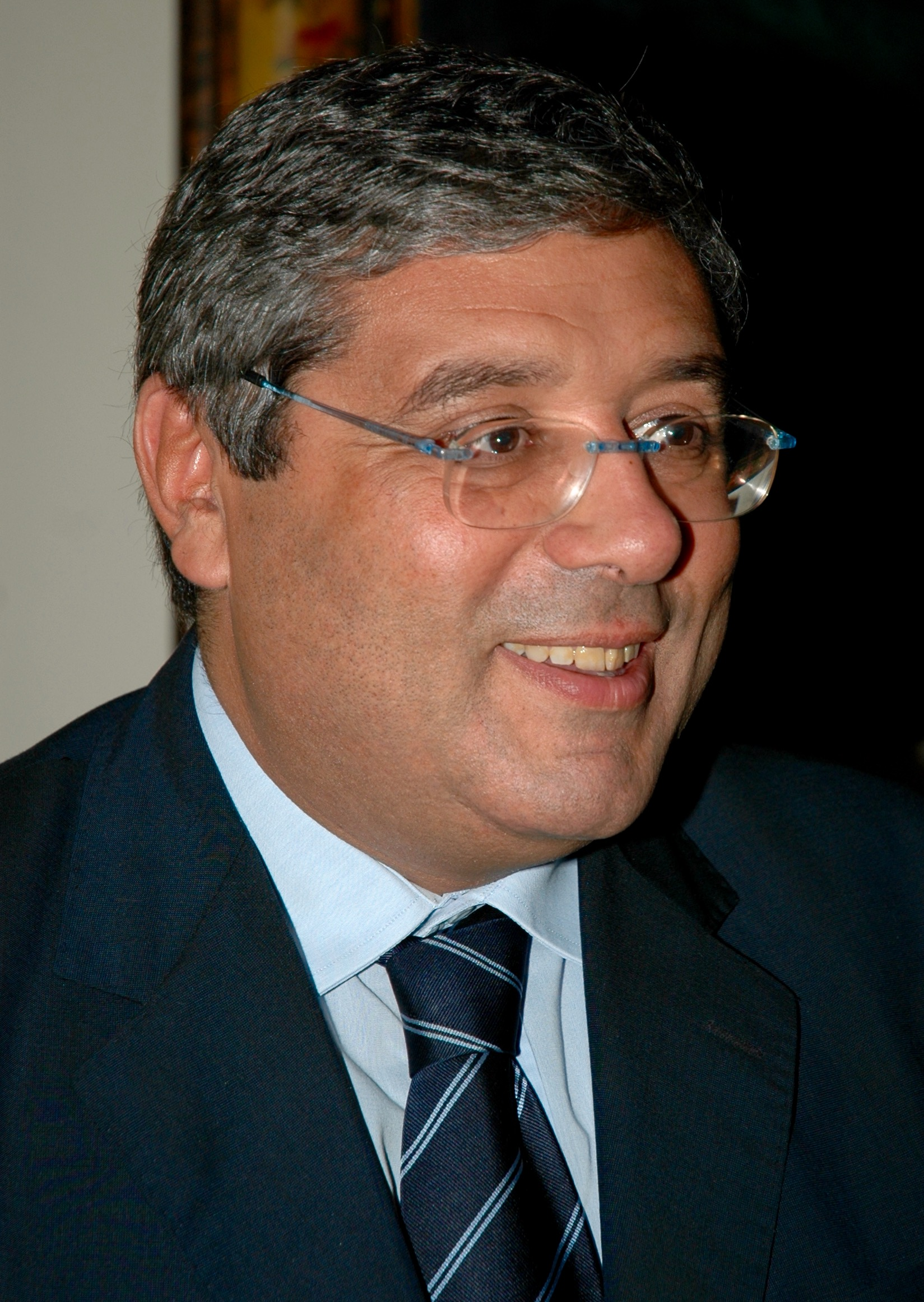
Totó Cuffaro (2006)

Salvatore Cuffaro (* 21. Februar 1958 in Raffadali), auch Totò Cuffaro genannt, ist ein italienischer Politiker. Er ist Mitglied der Unione dei Democratici Cristiani e Democratici di Centro und wurde bei der Regionalwahl in Sizilien 2001 und der Regionalwahl in Sizilien 2006 zum Präsident der autonomen Region Sizilien gewählt. In diesem Amt war er bis 2008.
Am 18. Januar 2008 wurde Cuffaro von einem Gericht in Palermo zu einer fünfjährigen Haftstrafe verurteilt, weil erwiesen sei, dass er einzelne Mitarbeiter der Mafia oder ihr nahestehende Personen unterstützt habe. Daraufhin erklärte er am 26. Januar 2008 seinen Rücktritt als Präsident Siziliens.
Am 23. Januar 2010 wurde die Strafe in zweiter Instanz auf 7 Jahre verlängert. Am 22. Januar 2011 fiel das Urteil in der dritten Instanz (Corte Suprema di Cassazione) und ist damit rechtskräftig. Cuffaro hat am 23. Januar 2011 seine Haft im römischen Gefängnis Rebibbia angetreten.
Er verbüßte seine Strafe und wurde am 13. Dezember 2015 entlassen.